# حفاظت در نیوزلند

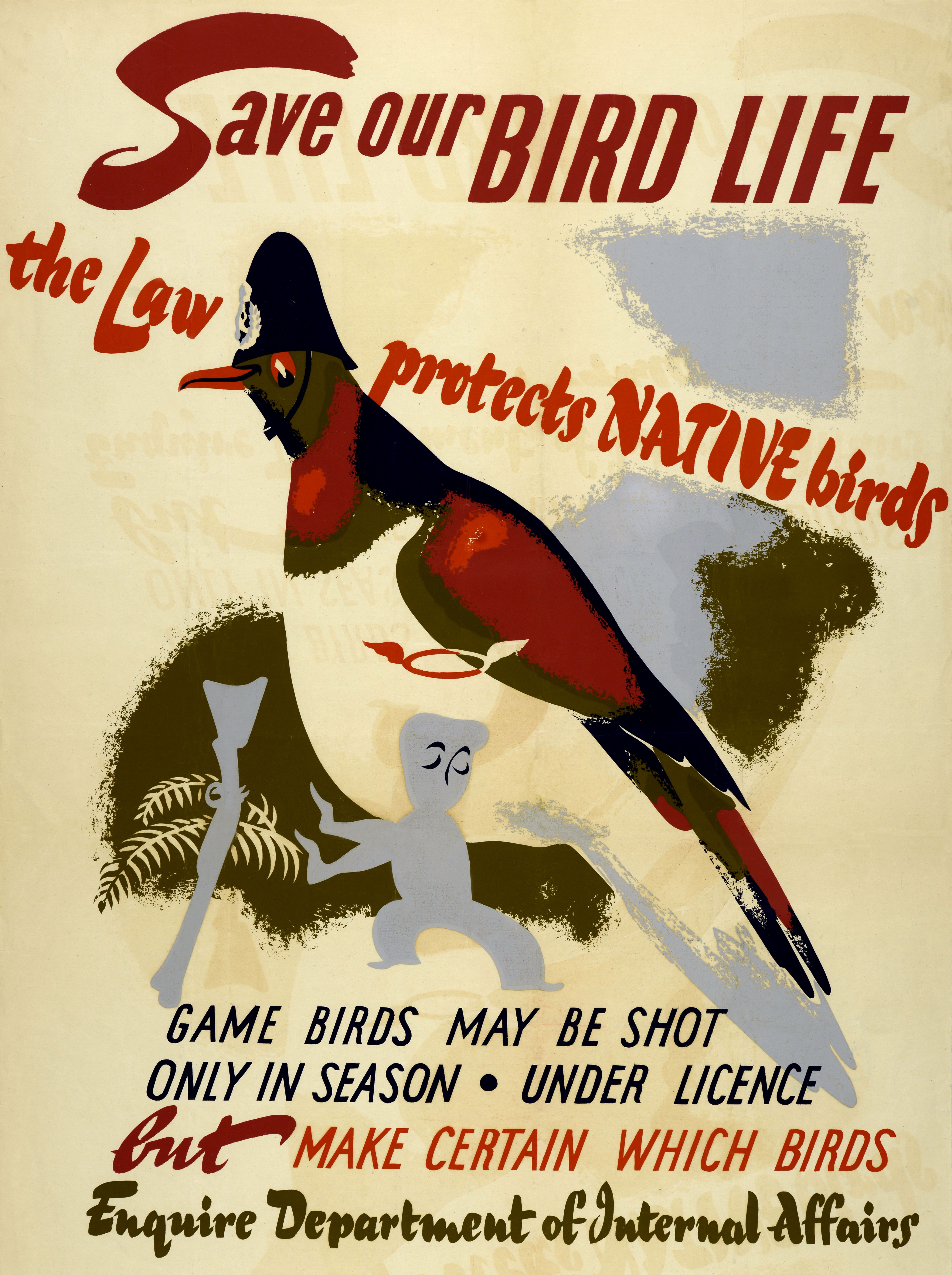
پوستری در سال ۱۹۵۹ که توسط وزارت امور داخلی ساخته شد و به مهاجران - به ویژه از انگلستان پس از جنگ جهانی دوم - یادآوری کرد که پرندگان بومی تحت قانون محافظت می‌شوند.

حفاظت در نیوزلند دارای تاریخچه‌ای است که با مائوری‌ها و اروپایی‌ها مرتبط است. هر دو گروه از مردم سبب از دست رفتن گونه‌ها شدند و هر دو پس از درک تأثیر خود بر گیاهان و جانوران بومی، رفتار خود را تا اندازه‌ای تغییر دادند.

## جایزه‌های حفاظت
- جام لودر
- جوایز حفاظت از ولینگتون[۱]
- جایزه پیشگام حفاظت از دان مرتون (به نام دون مرتون)[۲]